# シェドラー寒天培地
シェドラー寒天培地（シェドラーかんてんばいち、英: Schädler agar）は主に嫌気性菌の培養に使用される栄養豊富な増殖培地である。
様々な嫌気性菌の増殖を助けるためにに開発され、fastidiousな嫌気性菌とnon-fastidiousな嫌気性菌の両方に適切な環境を与える。培地には、ペプトン、酵母エキス、その他の栄養素が含まれており、最適な増殖環境を作り出す。さらに、システインやチオグリコール酸ナトリウムのような還元剤は、これらの細菌の生存に必要な嫌気性条件を維持するために含まれている。

## 組成と準備
シェドラー寒天培地は、嫌気性細菌の増殖に必要な栄養素と環境を提供するいくつかの主要成分で構成されている：
- ペプトン：窒素とアミノ酸の供給源となる。
- 酵母エキス：ビタミン、特にビタミンB群とその他の成長因子を供給する。
- ブドウ糖：炭素とエネルギーの供給源。
- 塩化ナトリウム：浸透圧のバランスを保つ。
- L-システイン：嫌気状態を作り出す還元剤として働く。
- チオグリコール酸ナトリウム：嫌気状態を維持するためのもうひとつの還元剤。
- 寒天：凝固剤で、細菌の増殖に固い表面を提供する。

## 調製
- 混合：全ての乾燥材料を秤量し、混ぜ合わせる。
- 溶解：この混合物を撹拌しながら蒸留水に溶解する。
- 滅菌：溶液は、121℃で15分間オートクレーブ滅菌する。
- 冷却と分注：オートクレーブ滅菌後、培地を約45～50℃に冷却し、滅菌シャーレに分注する。
- 凝固：培地は使用前に室温で凝固させる。

## 医療用途
シェドラー寒天培地は、臨床検査室で臨床検体からの嫌気性細菌の分離と同定に広く使用されている。その用途として以下を含む：
- 細菌の同定：血液、組織、体液などの様々な臨床検体から嫌気性菌を分離、培養するために使用され、膿瘍、菌血症、腹膜炎などの感染症の診断に役立つ[3]。
- 抗菌薬感受性試験：シェドラー寒天培地は、嫌気性菌の抗菌薬感受性を測定するために他の検査と組み合わせて使用することができ、適切な抗菌薬治療を行うことができる。
- 研究：嫌気性菌の生理学や病原性を研究する微生物学的研究にも有用であり、と人間の健康や病気における役割のより深い理解に寄与する。